# Just Cause 4
Just Cause 4 je akční adventura z roku 2018, kterou vyvinulo Avalanche Studios a vydala společnost Square Enix. Jedná se o čtvrtou hru ze série Just Cause a pokračování hry Just Cause 3 z roku 2015. Hra vyšla 4. prosince 2018 pro systémy Microsoft Windows, PlayStation 4 a Xbox One. 

## Synopse
Hráč se ujímá hlavního hrdiny série Rica Rodrígueze, který přijíždí do fiktivního státu Solís, aby zničil takzvanou The Black Hand, největší soukromou armádu na světě. 

## Hratelnost
Hra využívá novou verzi herního enginu Apex od společnosti Avalanche. Nový engine umožňuje rozmanité a vylepšené efekty počasí, včetně sněhových bouří, písečných bouří, tornád a dalších. Studio Square Enix na vývoji spolupracovalo se společností Avalanche. 

## Vydání a ohlasy
Hra byla oznámena v létě 2018 a vyšla 4. prosince 2018 pro systémy Microsoft Windows, PlayStation 4 a Xbox One.
Hra se setkala se smíšenými recenzemi a po vydání nesplnila očekávání ohledně prodeje.